# Havfrue
 For alternative betydninger, se Havfrue (flertydig). (Se også artikler, som begynder med Havfrue)
Havfruen er et fabelvæsen, en kvinde med fiskehale. Havfruer har været kendt fra søfareres beretninger gennem århundreder, men betragtes som overtro eller fuldemandshistorier. Ofte portrætteres de siddende på en sten, mens de reder deres hår.  Motivet på Warszawas byvåben er en havfrue med skjold og sværd. Hun kaldes Syrenka (= Lille havfrue).
I antikken var det havmændene, der havde fiskehale, og gik under navnet tritoner. Havfruerne havde derimod to ben, red overskrævs på tritonerne og blev kaldt nereider.
Ude på vikingetogt påtraf Olav den Hellige en havfrue, som plejede at dysse søfolk i søvn med sin liflige sang, og derefter trække dem ned i vandet til sig.
I Kongespejlet kapitel 16 beskrives en havfrue: Hovedet er som på et menneske med "stort og skræmmende ansigt". Hun har store hænder og svømmehud mellem fingrene. Fra underlivet og ned ligner hun en fisk med skæl, hale og finner. Man ser hende normalt kun, når en storm er i anmarch. Da dukker hun i bølgerne og kommer op med fisk i hænderne. Hvis hun så vender sig mod skibet, leger med fiskene eller smider dem på skibet, er der fare for, at mange af mandskabet kommer til at dø. Men hvis hun æder fiskene, eller smider dem væk fra skibet, har mandskabet godt håb om at komme fra det med livet i behold, selv om stormen bliver slem.

Det normanniske kapel  i Durham-slottet blev bygget omkring 1078 af saksiske stenhuggere. Den ældste kendte fremstilling af en havfrue i England ses her på den sydvendte side af en søjle. I 1100-tallet blev havfruen opfattet som en empatisk skabning, der advarede søfolk mod kommende stormvejr; ellers var havfruens symbolske betydning at advare mod fristelser og forførelse. Clemens af Alexandria sammenligner havfruesangens forlokkelse med tiltrækningen fra evangelierne. 
I Zennor i Cornwall er Skt. Senaras kirke kendt for sin stol med relief af en havfrue. Stolen knyttes til fabelen om Matthew Trewhella, der sang så smukt i kirken hver søndag, at det lokkede havfruen Morveren op på land. Hver søndag sad hun bagerst i kirken og lyttede til Trewhellas sang. Til sidst fik Morveren lokket ham med sig ned til vandet, hvor han forsvandt for altid; men det siges, at man på varme sommeraftner over havbruset kan høre de to synge duet. 
Da kong Frederik 2. i efteråret 1576 opholdt sig i Kalundborg til den almindelige herredag, kom efter sigende en gammel bonde fra Samsø og underrettede kongen om, at han flere gange på Samsøs strand, hvor han boede, havde talt med en kvinde, nedentil skabt som en fisk, der havde fortalt ham, at det ventede barn ville blive en ypperlig konge, når hans tid kom.
I Irland betragtede man havfruer som gamle, bondske kvinder, der var blevet bortvist fra Jorden af Skt. Patrick, mens estisk/lettisk tro var, at det drejede sig om druknede børn af en ukendt farao. Dog var det meget almindeligt i Europa at opfatte synet af en havfrue som et forvarsel om f.eks. stormvejr eller uheld. Hvis man skulle være så heldig at kunne hjælpe en havfrue i nød, ville hun til gengæld kunne opfylde ens ønsker.  Efter sigende skulle hendes sang kunne lokke tilhørere i ulykke på samme måde som sirener.
I 1998 hævdede en gruppe dykkere, at have set havfruer ved kysten af Hawaii.